# Guy Weadick
George Guy Weadick (23 février 1885 - 13 décembre 1953) était un cow-boy, acteur et promoteur canado-américain . Aujourd'hui, il est surtout connu pour avoir fondé le Stampede de Calgary en Alberta, au Canada. Il était marié à la célèbre cow-girl, Florence LaDue. Weadick a été le premier à être intronisé dans la catégorie "Bâtisseurs" du Temple de la renommée des professionnels du rodéo canadien . 

## Stampede de Calgary
En 1912, Weadick se rendit à Calgary, où il rencontra HC McMullen, agent d’élevage pour la Compagnie de chamins de fer du Canadien Pacifique. Les deux ont mis en place un programme pour un spectacle frontalier . Ils envisageaient un championnat de cow-boy avec un hommage au vieil ouest. Weadick a obtenu un financement du "Big Four", quatre riches éleveurs albertains : George Lane, propriétaire du ranch Bar U; deux autres riches éleveurs, Patrick Burns et AE Cross ; et AJ McLean, secrétaire provincial. Il a organisé le premier Stampede de Calgary du 2 au 7 septembre 1912, lorsque les éleveurs et les agriculteurs avaient terminé la récolte et étaient libres d'y assister. 
Weadick a pris des dispositions pour que 200 têtes de bouvillons mexicains, 200 broncos et des chevaux sauvages soient amenés des ranchs autour de Calgary. Afin d'attirer des compétiteurs de première qualité, 20 000 $ et des titres de champion du monde ont été offerts. Le prix en argent était environ quatre fois plus élevé que celui offert par n'importe quelle autre compétition environnante, ce qui a amené des concurrents de l’Amérique du Nord à se rendre au Stampede de 1912. En 1919, Weadick et EL Richardson, le directeur de l’exposition industrielle de Calgary, ont conclu de combiner les épreuves de rodéo avec l’exposition industrielle de Calgary. En 1923, Weadick et Richardson cofondèrent l’organisation annuelle du Calgary Exhibition and Stampede.  
En 1912, les lois et règlements de la Loi sur les Indiens interdisaient aux peuples autochtones de célébrer leurs cultures dans leurs propres réserves. Le Stampede a été l’un des seuls endroits où ils ont été invités à participer et à célébrer publiquement leurs traditions en raison d’un accord spécial conclu entre Guy Weadick, pour le Stampede de Calgary et le gouvernement. Un village indien est organisé par des bénévoles du comité des manifestations indiennes du Stampede, des employés du Stampede et des familles qui campent en tipi au village pendant le festival. Il y a une consultation constante sur le nom du village et sur la nécessité de le changer. Les propriétaires de tipis ont indiqué que le Village Indien est un lieu et un nom de grande signification et d'une grande importance historique qui honore le rôle de Guy Weadick et la relation avec le Stampede tout au long du XXe siècle. 

## Fin de carrière
Après le succès du Stampede de Calgary, Guy Weadick a continué à promouvoir ses propres spectacles Old West (à l’extérieur de Calgary). Il a continué à diriger le Stampede pendant 20 ans après sa création. Sa apparition suivante au Stampede devait figurer dans le défilé en 1952. Il est décédé le 13 décembre 1953. Il a été intronisé au Temple de la renommée du Pro Rodéo canadien, dans la catégorie des bâtisseurs le 12 juillet 1982 